# Compton (cratère)
Compton est un cratère d'impact lunaire situé dans l'hémisphère nord de la face cachée de la Lune. D'un diamètre de 162 km, il se trouve à l'est de la Mare Humboldtianum et au sud-ouest du cratère de Schwarzschild (en). Au sud-est de Compton se trouve le cratère de Swann (en), et au nord-ouest le cratère Bel'kovich.

## Toponymie
Le cratère a été officiellement nommé par l'Union astronomique internationale en 1970 en l'honneur des frères physiciens américains Arthur et Karl Compton,.

## Caractéristiques géologiques
Cette formation est à peu près circulaire, avec un large bord extérieur irrégulier dont la largeur varie considérablement. Certaines parties de la paroi interne présentent des marches en terrasse qui forment de larges étagères le long du bord. À l'intérieur de la paroi se trouve un sol qui a été resurfacé par des coulées de lave dans le passé. Cette surface a un albédo plus faible que les alentours, ce qui lui donne une teinte légèrement plus sombre. 
Au milieu du fond se trouve une formation de monts qui constituent le pic central. Il est entouré d'un anneau semi-circulaire de collines à un rayon d'environ la moitié de celui du bord intérieur du cratère. Ces monts forment des élévations irrégulières à travers la surface recouverte de lave et se trouvent à des intervalles irréguliers les uns des autres.
L'intérieur contient également un ensemble de rilles fines à l'intérieur de l'anneau de collines, principalement dans la partie nord-ouest du fond du cratère qui indiquent que le fond du cratère a été soulevé, ce qui fait de ce cratère un cratère dit floor-fractured (de)
. À l'exception d'un petit cratère en forme de bol près du bord est et un autre près du pic central, à l'est également, le fond du cratère ne contient que de minuscules autres cratères. 
Compton est l'un des plus grands cratères formés pendant la période de l'Imbrien inférieur,.

## Situation géographique

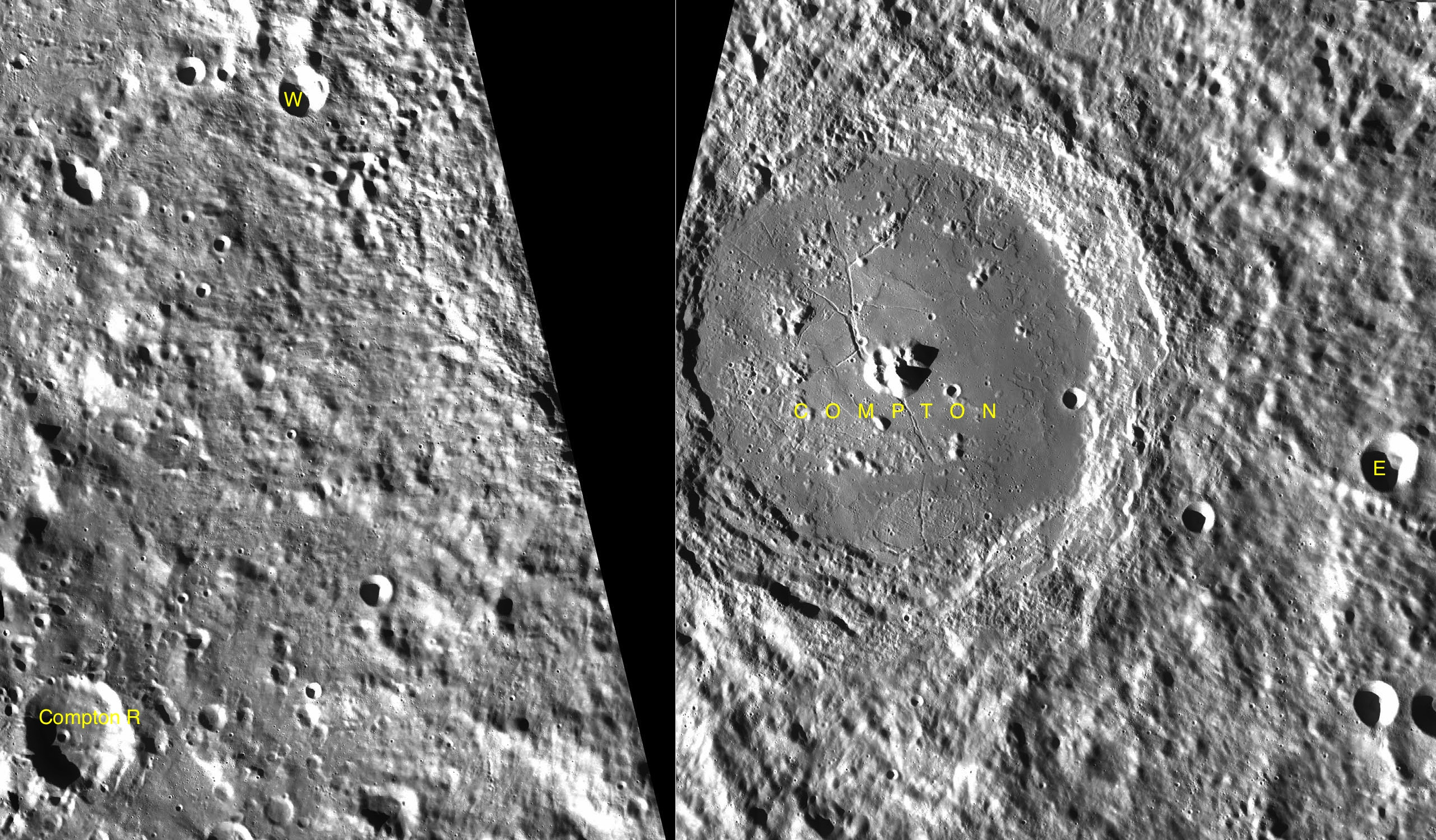
Image des cratères secondaires de Compton

### Cratères secondaires
À proximité de Compton se trouvent trois cratères secondaires :
| Compton | Latitude | Longitude | Diamètre | Liens |
| ------- | -------- | --------- | -------- | ----- |
| E       | 55.4° N  | 113.4° E  | 19 km    | [ 6 ] |
| R       | 52.6° N  | 91.5° E   | 37 km    | [ 7 ] |
| W       | 58.6° N  | 97.2° E   | 16 km    | [ 8 ] |

### À proximité

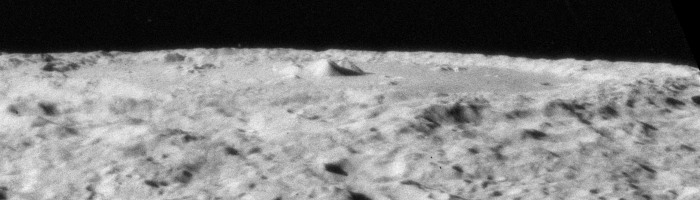
Vue oblique, par Apollo 16.

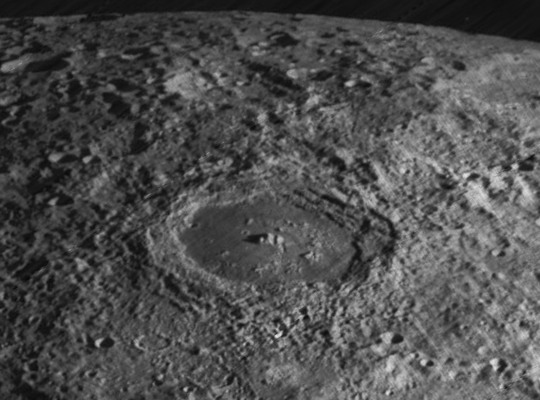
Environs du cratère Compton, par Lunar Orbiter 4.

Lever de Terre au-dessus du cratère d'impact lunaire Compton, photographié par la Lunar Reconnaissance Orbiter.

Dans la zone située entre Compton et Belʹkovich se trouve ce que l'on appelle l'anomalie de Compton-Bel'kovich, c'est-à-dire une zone avec une concentration élevée de thorium, un élément faiblement radioactif,.